# Ametadoria unispinosa
Ametadoria unispinosa är en tvåvingeart som beskrevs av Townsend 1927. Ametadoria unispinosa ingår i släktet Ametadoria och familjen parasitflugor. Inga underarter finns listade i Catalogue of Life.